# Павинский район
Па́винский райо́н — административно-территориальная единица (район) и муниципальное образование (муниципальный район) на северо-востоке Костромской области России.
Административный центр — село Павино.

## География
Площадь района — 1600 км². Основные реки — Вочь.

## История
В 1924 году Павинская волость Никольского уезда Вологодской губернии вошла в Вознесенско-Вохомский район в составе Северо-Двинской губернии. В 1929 году Павинский сельский Совет вошёл в состав Северо-Двинского округа Северного края. В 1935 году из Леденгского, Ивановского, Медведицкого, Павинского, Петропавловского, Шаймского, Шуботского и Носковского сельсоветов Вохомского района Северного края и Калининского, Петряевского и Переселенческого сельсоветов других районов, был образован Павинский район.
В 1936 году Павинский район вошёл в состав Северной области. В 1937 году Павинский район вошёл в состав Вологодской области.
13 августа 1944 года Павинский и Вохомский районы были переданы из Вологодской области в Костромскую область.
1 февраля 1963 года район был упразднён, 30 декабря 1966 восстановлен.
В соответствии с Законом Костромской области от 30 декабря 2004 года № 237-ЗКО район наделён статусом муниципального района, установлены границы муниципального образования. На территории района образованы 6 муниципальных образований (сельских поселений).
В соответствии с Законом Костромской области от 13 апреля 2012 года № 211-5-ЗКО Доброумовское, Медведицкое и Павинское сельские поселения были объединены в Павинское сельское поселение.
В соответствии с Законом Костромской области от 20.04.2019 № 543-6-ЗКО «О преобразовании некоторых муниципальных образований в Павинском муниципальном районе Костромской области и внесении изменений в Закон Костромской области „Об установлении границ муниципальных образований в Костромской области и наделении их статусом“» Крутогорское сельское поселение Павинского муниципального района было присоединено к Павинскому сельскому поселению.
В соответствии с Законом Костромской области от 9 февраля 2007 года N 112-4-ЗКО Павинский район как административно-территориальная единица области также сохраняет свой статус.

## Население
| 2002  | 2008  | 2009  | 2010  | 2011  | 2012  | 2013  | 2014  | 2015  |
| ----- | ----- | ----- | ----- | ----- | ----- | ----- | ----- | ----- |
| 6217  | ↘5572 | ↗5609 | ↘5102 | ↘5058 | ↘4916 | ↘4785 | ↘4600 | ↘4364 |
| 2016  | 2017  | 2018  | 2019  | 2020  | 2021  |       |       |       |
| ↘4256 | ↘4098 | ↘3987 | ↘3889 | ↘3786 | ↘3115 |       |       |       |

### Национальный состав
По итогам переписи населения 2020 года проживали следующие национальности (национальности менее 0,1 % и другое, см. в сноске к строке «Другие»):
| Национальность | Численность, чел. | Доля     |
| -------------- | ----------------- | -------- |
| Русские        | 3044              | 97,72 %  |
| Украинцы       | 8                 | 0,26 %   |
| Молдаване      | 8                 | 0,26 %   |
| Другие         | 55                | 1,76 %   |
| Итого          | 3115              | 100,00 % |

## Административное деление
Павинский район как административно-территориальная единица включает 4 поселения.
В Павинский район как муниципальный район входят 4 муниципальных образования со статусом сельских поселений:
| №     | Поселение                          | Административный центр | Количество населённых пунктов | Население | Площадь, км2 |
| ----- | ---------------------------------- | ---------------------- | ----------------------------- | --------- | ------------ |
| 1e-06 | Крутогорское сельское поселение    | посёлок Шайменский     | 6                             | ↘144      | 77,70        |
| 1     | Леденгское сельское поселение      | село Леденгск          | 22                            | ↘239      | 305,70       |
| 2     | Павинское сельское поселение       | село Павино            | 32                            | ↘2666     | 1057,70      |
| 3     | Петропавловское сельское поселение | деревня Берёзовка      | 21                            | ↘210      | 230,05       |

Законом Костромской области от 20 апреля 2019 года № 543-6-ЗКО к Павинскому сельскому поселению присоединено Крутогорское сельское поселение.

## Населённые пункты
В Павинском районе 69 населённый пункт.
| №  | Населённый пункт    | Тип     | Население | Поселение                          |
| -- | ------------------- | ------- | --------- | ---------------------------------- |
| 1  | Авдомовка           | деревня | →0        | Леденгское сельское поселение      |
| 2  | Аверино             | деревня | ↘4        | Павинское сельское поселение       |
| 3  | Берёзовка           | деревня | ↗129      | Петропавловское сельское поселение |
| 4  | Большая Берёзовка   | деревня | ↘9        | Петропавловское сельское поселение |
| 5  | Большая Лисья       | деревня | ↗4        | Павинское сельское поселение       |
| 6  | Большая Медведица   | деревня | ↗1        | Павинское сельское поселение       |
| 7  | Большой Волмыш      | деревня | ↗4        | Павинское сельское поселение       |
| 8  | Большой Завраг      | деревня | ↘51       | Павинское сельское поселение       |
| 9  | Большой Пызмасс     | деревня | ↘14       | Павинское сельское поселение       |
| 10 | Бурковщина          | деревня | ↘80       | Павинское сельское поселение       |
| 11 | Валовая             | деревня | #Н/Д      | Леденгское сельское поселение      |
| 12 | Вахрушата           | деревня | ↘2        | Павинское сельское поселение       |
| 13 | Ворониха            | деревня | ↗3        | Леденгское сельское поселение      |
| 14 | Вторая Грязучая     | деревня | ↗7        | Петропавловское сельское поселение |
| 15 | Вторая Леденгская   | деревня | ↘31       | Леденгское сельское поселение      |
| 16 | Второй Стариковский | деревня | ↗5        | Павинское сельское поселение       |
| 17 | Высокая Лисья       | деревня | ↘13       | Павинское сельское поселение       |
| 18 | Гладкая Дерба       | деревня | →0        | Леденгское сельское поселение      |
| 19 | Гришонки            | деревня | ↘24       | Леденгское сельское поселение      |
| 20 | Дербица             | деревня | ↗1        | Павинское сельское поселение       |
| 21 | Доброумово          | посёлок | ↘176      | Павинское сельское поселение       |
| 22 | Доровица            | деревня | ↘49       | Петропавловское сельское поселение |
| 23 | Евтюхино            | деревня | ↗20       | Павинское сельское поселение       |
| 24 | Егорово             | деревня | ↘10       | Крутогорское сельское поселение    |
| 25 | Исити               | деревня | →0        | Петропавловское сельское поселение |
| 26 | Карпово             | деревня | ↗64       | Петропавловское сельское поселение |
| 27 | Корково             | деревня | →5        | Леденгское сельское поселение      |
| 28 | Кукушкино           | деревня | →0        | Леденгское сельское поселение      |
| 29 | Кукшинга            | деревня | ↗28       | Петропавловское сельское поселение |
| 30 | Леденгск            | село    | ↗352      | Леденгское сельское поселение      |
| 31 | Липово              | деревня | →0        | Павинское сельское поселение       |
| 32 | Ляпустинцы          | деревня | ↘2        | Павинское сельское поселение       |
| 33 | Макаровская         | деревня | →0        | Петропавловское сельское поселение |
| 34 | Малиновцы           | деревня | →15       | Леденгское сельское поселение      |
| 35 | Малый Волмыш        | деревня | →0        | Павинское сельское поселение       |
| 36 | Малый Завраг        | деревня | ↘13       | Павинское сельское поселение       |
| 37 | Медведица           | село    | ↗134      | Павинское сельское поселение       |
| 38 | Мостовая            | деревня | →0        | Леденгское сельское поселение      |
| 39 | Мундор              | деревня | ↗1        | Леденгское сельское поселение      |
| 40 | Мундор              | деревня | →0        | Петропавловское сельское поселение |
| 41 | Низкая Грива        | деревня | ↗42       | Леденгское сельское поселение      |
| 42 | Новое Березино      | деревня | ↘13       | Петропавловское сельское поселение |
| 43 | Новое Коточижное    | деревня | →0        | Петропавловское сельское поселение |
| 44 | Новое Раменье       | деревня | ↘9        | Петропавловское сельское поселение |
| 45 | Носыриха            | деревня | ↘0        | Крутогорское сельское поселение    |
| 46 | Павино              | село    | ↗3067     | Павинское сельское поселение       |
| 47 | Панково             | деревня | ↘12       | Петропавловское сельское поселение |
| 48 | Паратенки           | деревня | ↗3        | Леденгское сельское поселение      |
| 49 | Первая Грязучая     | деревня | ↗57       | Петропавловское сельское поселение |
| 50 | Первый Бурковский   | деревня | →0        | Павинское сельское поселение       |
| 51 | Первый Стариковский | деревня | ↗15       | Павинское сельское поселение       |
| 52 | Петропавловское     | село    | ↘32       | Петропавловское сельское поселение |
| 53 | Политенки           | деревня | →0        | Леденгское сельское поселение      |
| 54 | Прудовка            | деревня | →0        | Леденгское сельское поселение      |
| 55 | Ребровка            | посёлок | ↗12       | Павинское сельское поселение       |
| 56 | Рогачи              | деревня | →0        | Леденгское сельское поселение      |
| 57 | Рябиновцы           | деревня | ↗10       | Леденгское сельское поселение      |
| 58 | Средняя Грива       | деревня | ↘26       | Леденгское сельское поселение      |
| 59 | Старая Дорога       | деревня | ↗9        | Леденгское сельское поселение      |
| 60 | Старая Заречная     | деревня | ↗34       | Павинское сельское поселение       |
| 61 | Старое Березино     | деревня | →0        | Петропавловское сельское поселение |
| 62 | Старое Раменье      | деревня | ↘15       | Петропавловское сельское поселение |
| 63 | Суворовцы           | деревня | →0        | Павинское сельское поселение       |
| 64 | Фурово              | деревня | ↘241      | Павинское сельское поселение       |
| 65 | Шайма               | село    | ↗44       | Павинское сельское поселение       |
| 66 | Шайменский          | посёлок | ↗358      | Крутогорское сельское поселение    |
| 67 | Шараниха            | деревня | ↘18       | Павинское сельское поселение       |
| 68 | Шубино              | деревня | →0        | Петропавловское сельское поселение |
| 69 | Шумково             | деревня | ↗95       | Петропавловское сельское поселение |

### Упразднённые населённые пункты
- 1989 год — деревня Жуйковцы Леденгского сельсовета; деревня Козлы Медведицкого сельсовета; деревня Суворовцы, починок Кузнецовский Павинского сельсовета[29].
- 2006 год — деревни Большие Чумы, Большая Дунилиха Крутогорского сельского поселения; деревня Россохи Леденгского сельского поселения; деревни Жеребцовская, Сивцево Павинского сельского поселения[30].

| №  | Населённый пункт     | Тип     | Население | Поселение                          |
| -- | -------------------- | ------- | --------- | ---------------------------------- |
| 1  | Артюгино             | деревня | →0        | Павинское сельское поселение       |
| 2  | Бутырки              | деревня | →0        | Петропавловское сельское поселение |
| 3  | Вторая Высокая Дерба | деревня | →0        | Павинское сельское поселение       |
| 4  | Вторунка             | деревня | →0        | Петропавловское сельское поселение |
| 5  | Высокая              | деревня | →0        | Павинское сельское поселение       |
| 6  | Галашевцы            | деревня | →0        | Леденгское сельское поселение      |
| 7  | Журавли              | деревня | →0        | Павинское сельское поселение       |
| 8  | Зубаревская          | деревня | →0        | Павинское сельское поселение       |
| 9  | Зяблуха              | деревня | →0        | Павинское сельское поселение       |
| 10 | Каменная Лывка       | деревня | →0        | Павинское сельское поселение       |
| 11 | Кленовая             | деревня | →0        | Леденгское сельское поселение      |
| 12 | Королёво             | деревня | →0        | Леденгское сельское поселение      |
| 13 | Кузюг                | деревня | →0        | Павинское сельское поселение       |
| 14 | Кузюгский Выселок    | деревня | ↘2        | Павинское сельское поселение       |
| 15 | Лукина Гора          | деревня | →0        | Крутогорское сельское поселение    |
| 16 | Малая Дунилиха       | деревня | →0        | Крутогорское сельское поселение    |
| 17 | Малая Лисья          | деревня | →0        | Павинское сельское поселение       |
| 18 | Новожиловцы          | деревня | →0        | Крутогорское сельское поселение    |
| 19 | Опалиха              | деревня | →0        | Павинское сельское поселение       |
| 20 | Павино               | деревня | →0        | Павинское сельское поселение       |
| 21 | Павинский Выселок    | деревня | →0        | Павинское сельское поселение       |
| 22 | Першонки             | деревня | →0        | Павинское сельское поселение       |
| 23 | Плешковский          | починок | →0        | Павинское сельское поселение       |
| 24 | Северянка            | деревня | →0        | Павинское сельское поселение       |
| 25 | Скородумово          | деревня | ↗1        | Павинское сельское поселение       |
| 26 | Солдатово            | деревня | →0        | Павинское сельское поселение       |
| 27 | Старое Коточижное    | деревня | ↘2        | Петропавловское сельское поселение |
| 28 | Титовцы              | деревня | →0        | Павинское сельское поселение       |
| 29 | Черёмошница          | деревня | →0        | Павинское сельское поселение       |
| 30 | Шляпники             | деревня | →0        | Леденгское сельское поселение      |
| 31 | Шубот                | село    | →0        | Павинское сельское поселение       |